# ریدبرگ (دهانه)
ریدبرگ یک دهانه برخوردی در ماه‌ است.